# Daptonema paradonsi
Daptonema paradonsi is een rondwormensoort uit de familie van de Xyalidae. De wetenschappelijke naam van de soort is voor het eerst geldig gepubliceerd in 1949 door Allgén.